# Brejo (ort)
Brejo är en ort i Brasilien.   Den ligger i kommunen Brejo och delstaten Maranhão, i den nordöstra delen av landet, 1 500 km norr om huvudstaden Brasília. Brejo ligger 70 meter över havet och antalet invånare är 11 636.
Terrängen runt Brejo är platt. Runt Brejo är det ganska glesbefolkat, med 26 invånare per kvadratkilometer.. Det finns inga andra samhällen i närheten. 
Omgivningarna runt Brejo är huvudsakligen savann.